# Косулин, Василий Егорович
Василий Егорович Косулин  — кунгурский купец, благотворитель и общественный деятель.

## Биография
Родился в Рыбинском уезде Ярославской губернии. В последние годы жизни тяжело болел, передвигался в инвалидной коляске.
Расстрелян в Кунгуре вместе с сыном Иваном в октябре 1918 г. в период красного террора.
Купца привезли на расстрел в инвалидной коляске.

## Семья
В семье было 8 детей.

## Здания
Проживал вместе с семьей в Кунгуре по улице Детской в доме 38. Первыми известными владельцами особняка были Е.П. Юхнев и его сын В.Е. Юхнев. Затем домом владела внучка купца Юхнева А.В. Дубровина. 